# Histoire des logarithmes et des exponentielles

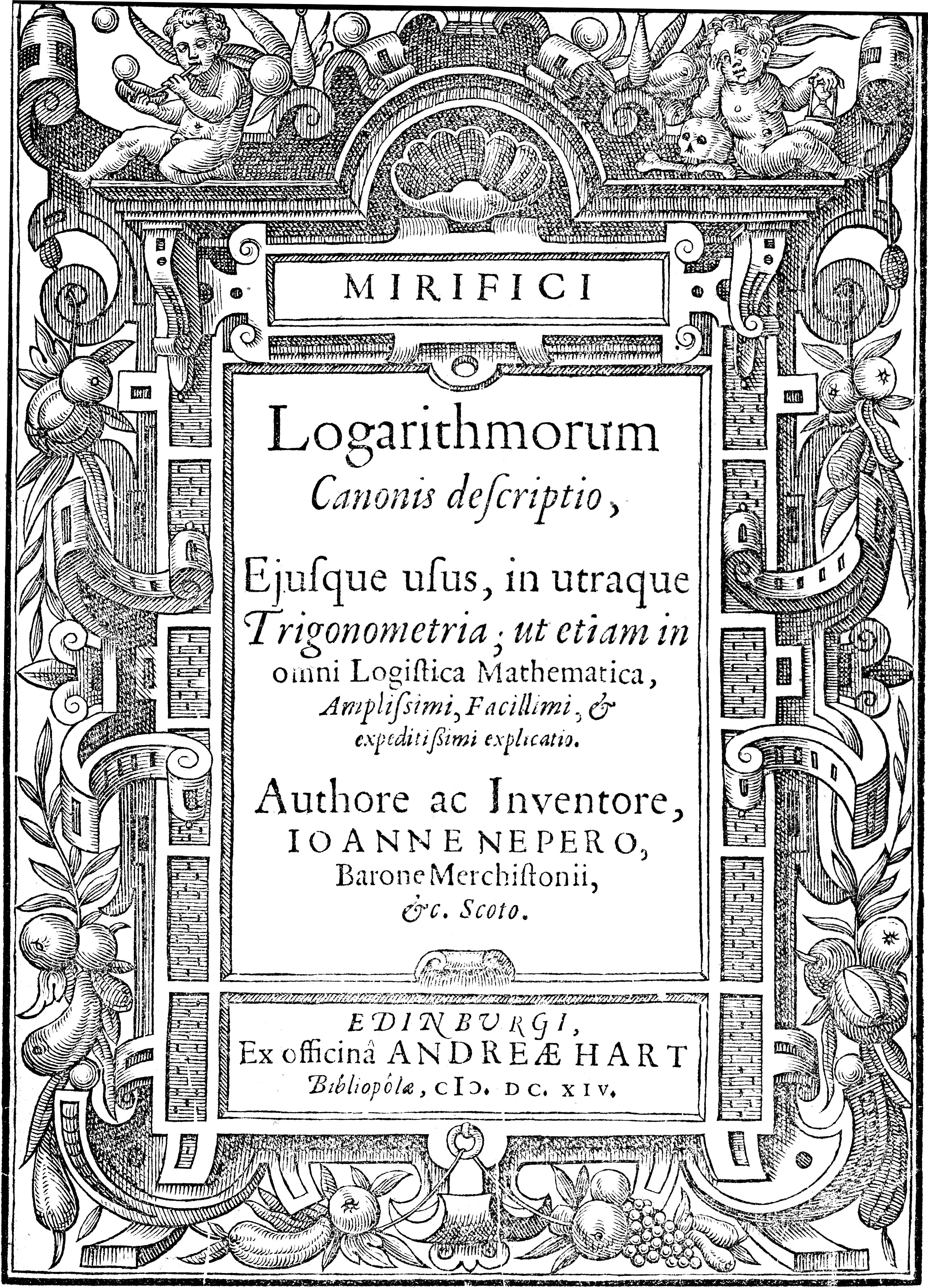
Page de garde du livre de Neper de 1614 Mirifici Logarithmorum canonis Descriptio

L'histoire de la naissance des logarithmes et des exponentielles traverse le XVIIe siècle. Elle commence par la création de tables de logarithmes permettant de faciliter les calculs astronomiques, se poursuit par les tentatives de calcul d'aire sous l'hyperbole. Elle accompagne les développements en série des fonctions transcendantes. Les fonctions exponentielles et logarithmes deviennent des incontournables des problèmes liés au « nouveau calcul » (calcul différentiel et intégral) initié par Gottfried Wilhelm Leibniz et Isaac Newton.
Les tentatives d'appliquer ces fonctions à la variable complexe donnent lieu à une polémique qui conduit à la découverte d'une des premières fonctions multiformes.

## Des logarithmes pour calculer

### Tables numériques

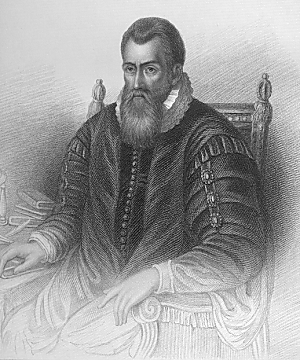
John Napier : inventeur des premières tables de logarithmes publiées en 1614

La naissance des tables logarithmiques est le fruit de plusieurs circonstances. Les calculs astronomiques qui se développent au cours du XVIe siècle poussent les mathématiciens à chercher des outils facilitant les calculs de produits et de quotients. Le premier de ces outils est trouvé dans le domaine dans lequel ces calculs sont nécessaires c'est-à-dire le domaine de l'astronomie et de la trigonométrie. Les tables trigonométriques existent depuis plusieurs siècles et, déjà au XIe siècle, l'astronome ibn Yunus les utilise pour réaliser des calculs. La méthode de prostaphérèse consiste à utiliser les propriétés trigonométriques suivantes :
{\displaystyle \sin a\sin b={\frac {1}{2}}[\cos(a-b)-\cos(a+b)]\quad \cos a\cos b={\frac {1}{2}}[\cos(a-b)+\cos(a+b)]}.
Ainsi pour effectuer le produit de deux nombres A et B, il suffit de trouver dans une table trigonométrique les deux nombres a et b dont les cosinus valent A et B, de calculer la somme a + b et la différence a – b, de rechercher dans une table trigonométrique cos(a + b) et cos(a – b) et d'en calculer la demi-somme.
Cette relation est redécouverte par Johannes Werner (1468-1528) popularisée par Jacob Christmann (vers 1609), la méthode est développée par Tycho Brahe et son rival Nicolas Reymers dès la fin du XVIe siècle. Elle remporte un succès certain et est encore utilisée au milieu du XVIIe siècle bien après l'introduction des tables logarithmiques. Cependant elle se révèle peu pratique à l'usage : d'une part le passage par les angles nécessite de travailler sur des nombres en écriture sexagésimale, d'autre part, si les multiplications et les divisions ne posent pas de problème, le travail sur les radicaux quelconques s'y révèle difficile.
| Indices                                                                              | 1 | 2 | 3 | 4  | … | 7 = 3 + 4    | … |
| Suite                                                                                | 2 | 4 | 8 | 16 | … | 128 = 8 × 16 | … |
| ------------------------------------------------------------------------------------ | - | - | - | -- | - | ------------ | - |
| Suite des puissances de 2 : une somme des indices correspond à un produit des termes |   |   |   |    |   |              |   |

La solution est alors trouvée en dehors du domaine trigonométrique, dans le domaine de l'algèbre. L'étude des suites géométriques est déjà ancienne et l'existence d'une relation entre addition des indices et multiplication des termes de la suite est déjà observée par Archimède dans L'Arénaire, ou par Ibn Hamza al-Maghribi en 1591 dans son Trésor des nombres. Michael Stifel dans son Arithmetica integra de 1544 mène loin cette correspondance effectuant des additions et des soustractions de rang et même travaillant sur des indices fractionnaires. Il lui manque cependant la notation exponentielle pour rendre plus accessible son propos, et la raison des suites étudiées ne présente pas un maillage assez fin pour que naisse l'idée d'exploiter la propriété pour effectuer des calculs. Selon Friedelmeyer, les tables d'intérêts qui apparaissent dès le milieu du XVIe siècle à la suite de l'emprunt du grand parti présentent le double avantage d'une densité plus intéressante et d'une relation simple entre date et valeur de l'emprunt et ont probablement contribué à inciter les auteurs comme Jost Bürgi et Neper à chercher la solution dans cette direction.
Vers 1605-1610, Jost Bürgi conçoit des tables de correspondances entre une suite géométrique de premier terme 108 et de raison 1,0001 (nombres noirs arrondis à l'unité) et une suite arithmétique de premier terme 0 et de raison 10 (nombres rouges). À une multiplication dans les nombres noirs suivie d'une division par 108 correspond alors une addition dans les nombres rouges. Pour calculer le produit de deux nombres (noirs), il suffit de rechercher leur correspondant rouge, d'en faire la somme (rouge), d'en rechercher le correspondant noir et de le multiplier par 108. En termes actuels, le nombre rouge y est lié au nombre noir x par la relation 
{\displaystyle y=10\log _{1,000\,1}(x/10^{8})}
La table s'étend pour les nombres noirs de 108 à 109 ; le nombre rouge, associé à ce dernier nombre et appelé le nombre rouge total, nécessite un calcul approché et vaut 230 270,022. C'est ce nombre qui, ajouté ou soustrait au nombre rouge permet de revenir dans les limites de la table. Cette opération correspond à une multiplication ou une division du nombre noir par 109 au lieu de 108. Bürgi publie tardivement en 1620 soit 6 ans après la publication de Neper et les premières éditions sont privées de l'introduction qui aurait permis d'en comprendre le fonctionnement. Ce sont ces deux faits qui expliquent le peu de succès rencontré par les tables de Bürgi.
La publication en 1614, par Neper, de son Mirifici logarithmorum canonis descriptio, traduit rapidement en anglais par Edward Wright (1616) et suivi de son Mirifici logarithmorum canonis constructio de 1619, en fait l'inventeur officiel des tables logarithmiques. C'est également à lui que l'on doit le terme de logarithme (arithmos = nombre, logos = raison, rapport). Celles-ci consistent comme chez Bürgi en une correspondance entre des nombres en progression géométrique et des nombres en progression arithmétique mais le principe sous-jacent en est différent. Neper travaille explicitement sur une table de sinus dont le sinus total est 107. 

Les deux mouvements conjoints continus décrits par Neper

La vision de Neper est une vision continue : il imagine deux mouvements conjoints, celui d'un point G sur un segment [TS] tel que la vitesse du point G soit proportionnelle à la distance GS et celui d'un autre point C sur une demi-droite [Bx) se déplaçant à vitesse constante. Les deux points partent en même temps l'un de B l'autre de T avec la même vitesse initiale. Neper met alors en relation à intervalle de temps régulier la distance GS et la distance BC qu'il appelle le logarithme de la distance GS. Avec les outils du XXe siècle, si l'on appelle x(t) la distance GS, on observe que x vérifie l'équation différentielle x '(t) = – kx(t) avec x(0) = TS et x'(0) = v0 dont la solution est x(t) = TS exp(–v0t/TS). Si d'autre part on appelle y la distance BC, on obtient l'égalité y =  v0t. Les quantités x et y sont alors liées par la relation x = TS exp(–y/TS) soit encore, si TS = 107, 
{\displaystyle {\frac {y}{10^{7}}}=-\ln \left({\frac {x}{10^{7}}}\right).}
Neper prend comme intervalle de temps, le temps nécessaire pour que le point G, parti de T, avance d'une unité, les distances GS sont alors en progression géométrique de raison 1 – 10–7. Neper détermine alors la distance parcourue durant cet intervalle de temps par le point C, cette valeur étant la raison de la suite arithmétique. Il remarque que, puisque le point G est ralenti alors que le point C ne l'est pas, celui-ci a avancé de plus d'une unité et il encadre cette valeur entre 1 et 1,0000001 et prend alors comme valeur approchée 1,00000005. Neper, comme Bürgi, répugne à travailler avec des nombres décimaux et la valeur 0 de son logarithme ne correspond pas à 1 mais à 107. Pour effectuer le produit de deux nombres figurant dans les tables, il suffit de chercher leur logarithme, de les additionner, de rechercher l'antilogarithme du résultat et de le multiplier par 107. Lorsque les nombres ne figurent pas dans la table, il suffit de choisir un nombre de la table qui soit avec le nombre choisi dans un rapport proche d'une puissance de 10, d'effectuer l'opération et d'ajuster le résultat en le multipliant par la puissance de 10 adéquate. Mais ce choix n'est pas univoque et Neper lui-même pointe du doigt cette difficulté.

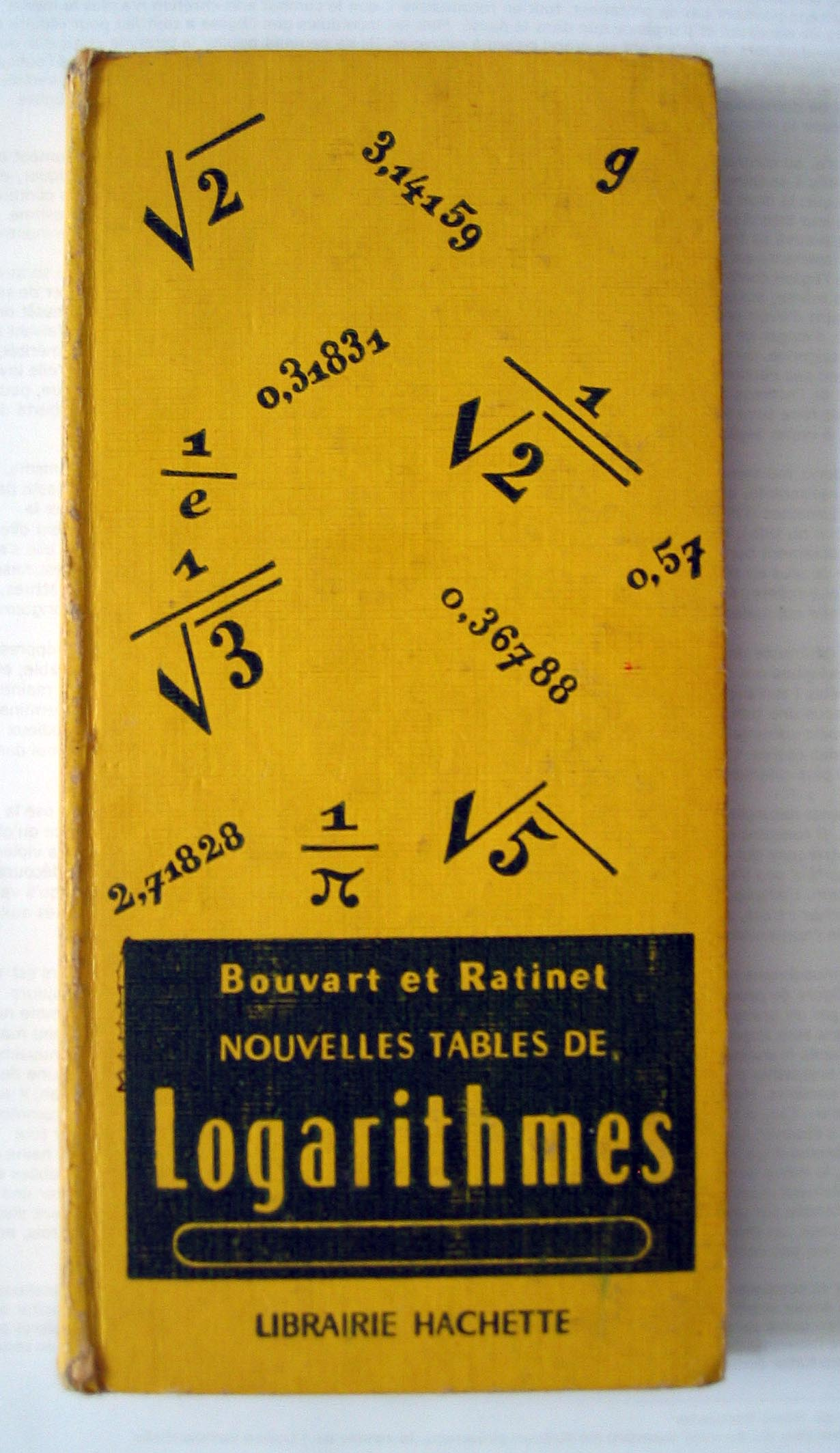
Tables de Logarithmes Bouvart et Ratinet, Librairie Hachette, 1957

Ces inconvénients font l'objet de discussions entre Henry Briggs et Neper dès 1615 et, en 1616, ils conviennent tous deux qu'il serait plus simple de concevoir des tables dans lesquelles le logarithme de 1 serait 0 et celui de 1/10 serait 1010. Briggs publie ses premières tables Logarithmorum chilias prima en 1617, suivi en 1624 d´Arithmetica logarithmica. Briggs choisit de prendre pour le logarithme de 1 la valeur 0 et pour le logarithme de 10 la valeur de 1014. La relation entre le nombre x et son logarithme y est donc très proche de ce que l'on nomme aujourd'hui le logarithme décimal et qui fut longtemps appelé le logarithme ordinaire : 
{\displaystyle y=10^{14}\log _{10}(x)}.
avec sa propriété algébrique fondamentale :
{\displaystyle \log(a\times b)=\log(a)+\log(b)}.
Briggs présente le logarithme de tous les entiers de 1 à 20 000 et de 90 000 à 100 000. Il construit ses tables à l'aide de deux techniques : la première utilise le fait que le logarithme d'un nombre a correspond, à une unité près, au nombre de chiffres de a1014, l'autre consiste à en extraire des racines carrées successives jusqu'à obtenir un nombre suffisamment proche de 1 car il a démontré que pour h petit, le logarithme de 1+h est proportionnel à h. Briggs calcule ce coefficient de proportionnalité avec 18 chiffres significatifs,. Son ouvrage est traduit en français en 1628 par Adriaan Vlacq qui complète les tables par le logarithme de tous les entiers de 20 000 et à 90 000 . Les tables de Briggs rencontrent un succès immédiat et dès la fin des années 1620, tous les ouvrages de mathématiques techniques présentent une table de logarithmes avec son mode d'emploi. D'autres auteurs vont se succéder expliquant le principe et les techniques de constructions des tables logarithmiques. On peut citer entre autres le Logocanon de Denis Henrion (1626), première table publiée en France, le Logarithmotechnia de Nicolaus Mercator (1668) ainsi que le travail d'Edmond Halley (1695). Les tables de logarithmes restent d'un usage fréquent jusqu'à la seconde moitié du XXe siècle puis elles sont peu à peu remplacées par les calculatrices.

### Règle et cercle à calcul

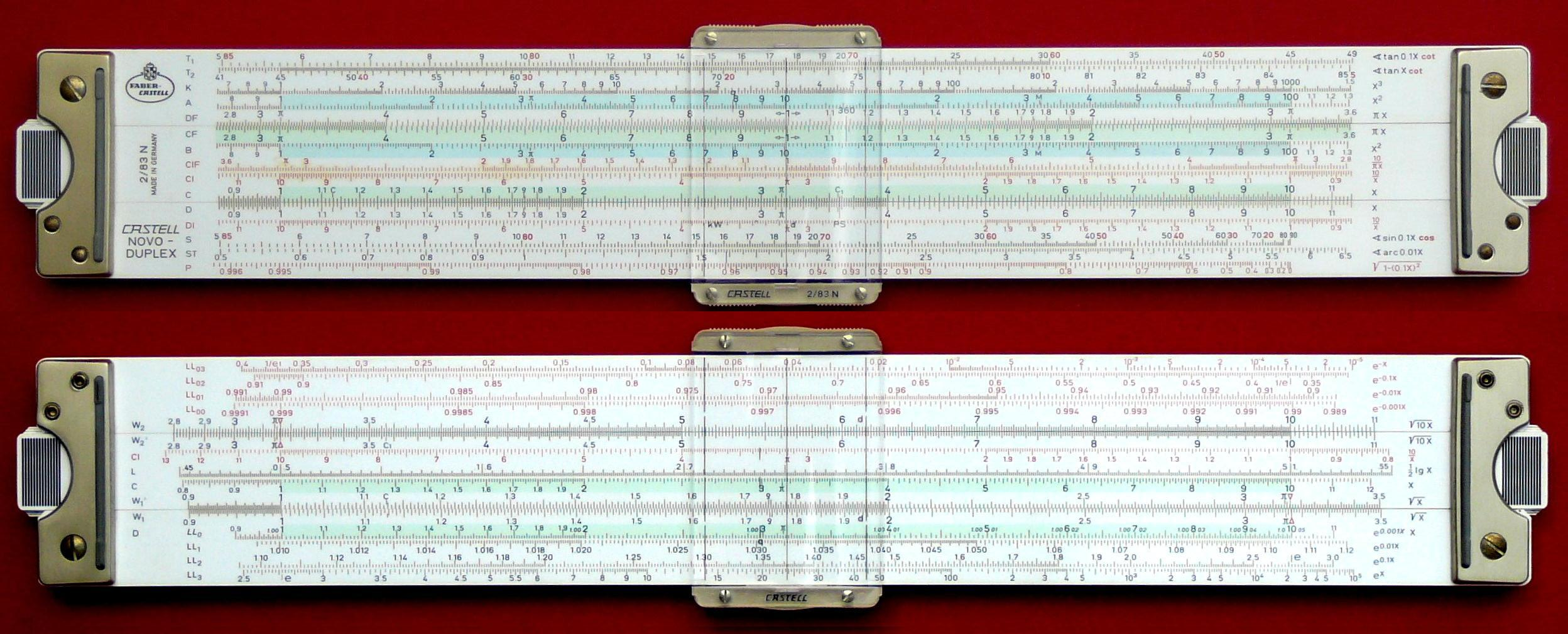
Règle à calcul Faber-Castell.

Dès l'apparition des tables de logarithmes, naît  l'idée d'associer à ces correspondances une échelle logarithmique. C'est le cas par exemple pour le livre de Jost Bürgi dont la couverture est illustrée par deux cercles presque concentriques sur lesquels figurent les nombres noirs et les nombres rouges. Le premier scientifique à présenter un outil inspiré des logarithmes et spécifiquement destiné à faciliter les calculs est l'astronome Edmund Gunter. Il construit une échelle logarithmique qu'il complète par les logarithmes des fonctions trigonométriques et fixe cette échelle sur une règle. Cet instrument destiné à la navigation permet, à l'aide d'un simple compas, d'opérer des multiplications et des divisions à l'aide d'ajout ou de retrait de longueurs. Il en décrit le principe dans son Canon triangulorum de 1620 et dans sa Description and use of the sector, cross-staff and other instruments de 1624. Cette échelle de Gunter, ancêtre de la règle à calcul, est présentée à Paris en 1624 par Edmund Wingate (en) sous le nom de règle de proportion. Elle est rapidement adoptée et reste, associée au compas, un instrument favori chez les marins bien après l'apparition de règles à calcul. L'amélioration suivante consiste à construire des instruments coulissants permettant de se passer de compas. De nombreux auteurs rapportent qu'Edmund Wingate aurait introduit l'idée d'une règle coulissante en 1627 et l'aurait décrite en 1630 dans son Of natural and artificial arithmetic, mais Florian Cajori n'a retrouvé aucune description de  ce type dans les écrits de Wingate, qui ne parlent que de la règle de proportion. En 1632, William Oughtred présente, outre une règle, le premier exemplaire d'un cercle à calcul dans un ouvrage intitulé The circle of proportion and the horizontal instrument. Cette sorte d'instrument devient familier en Grande-Bretagne et l'on voit, par exemple, Isaac Newton, en 1675, utiliser une règle à calcul avec trois parties coulissantes pour résoudre une équation de degré 3. En revanche, en Europe ces règles sont peu connues et l'on ne note pas d'utilisation effective de celles-ci en France avant la fin du XVIIe siècle. Les perfectionnements apportés à cet outil durant les siècles suivants sont conçus pour en améliorer la précision tout en maîtrisant sa taille ou y proposer de nouvelles fonctionnalités : ajout d'un curseur (John Robertson - 1778), ajout d'une échelle loglog pour calculer ab (Peter Mark Roget - 1815). À partir de 1850, se répand partout en Europe la règle d'Amédée Mannheim construite par la firme Tavernier-Gravet, une règle à calcul très proche de la règle à calcul utilisée au XXe siècle. Pour augmenter encore la précision de la règle, il faudrait en augmenter la taille ce qui n'est guère réalisable, après plusieurs tentatives pour présenter plusieurs règles en parallèle, la solution est trouvée par George Fuller qui présente en 1878 une échelle logarithmique s'enroulant en spirale autour d'un cylindre. L'usage des règles à calcul disparaît peu à peu à l'apparition des calculatrices à l'exception notable de son utilisation lors d'un des exercices de la mission Gemini 9 en 1966.

## L'aire sous l'hyperbole: le logarithme népérien
La seconde rencontre des mathématiciens avec les logarithmes concerne la recherche de l'aire située entre une hyperbole et une de ses asymptotes, ou plus simplement l'aire sous l'hyperbole d'équation xy = 1 entre les points d'abscisse a et b. Ce calcul d'aire porte le nom de quadrature de l'hyperbole, on sait de nos jours que cette aire s'exprime à l'aide du logarithme népérien ln, sous la forme ln(b) – ln(a). 

Aire sous l'hyperbole : un découpage en abscisse en progression géométrique produit des aires constantes

Le calcul de l'aire sous la courbe d'équation y = axm pour m entier positif est connu de Pierre de Fermat dès 1636 qui développe plus tard une méthode générale pour déterminer l'aire sous les courbes d'équations y = axm, y = a⁄xm, y = ax1⁄m pour m entier supérieur ou égal à 2 à l'aide de découpages en progression géométrique. Il remarque que sa méthode ne peut pas s'appliquer à la courbe d'équation y = 1⁄x , car son découpage produit des rectangles de même aire. En 1647, Grégoire de Saint-Vincent dans son Prologomena - Opus geometricam quadraturae circuli et sectionum coni établit, grâce à une méthode d'exhaustion, que les aires découpées entre l'hyperbole et l'axe des abscisses sont égales si et seulement si les abscisses du découpage sont en progression géométrique. Il met ainsi en évidence que si, a, b et c sont en progression géométrique, les aires sous l'hyperbole de base [1,a], [1,b], [1,c] sont en progression arithmétique mais il ne fait aucune allusion aux logarithmes et c'est son lecteur admiratif, Alphonse Antoine de Sarasa, qui, en 1649, à l'occasion d'un problème posé par Marin Mersenne signale le comportement logarithmique de l'aire sous l'hyperbole. L'aire sous l'hyperbole entre le point d'abscisse 1 et le point d'abscisse a est alors appelée le logarithme de la section hyperbolique, ou le logarithme hyperbolique ou le logarithme naturel comme le baptisera Mercator dans une note aux Philosophical Transactions en 1668.

Approximation de ln(2) par dichotomie selon la méthode de William Brouncker

Il reste à calculer des valeurs approchées de cette aire. En 1651, Christian Huygens détermine une méthode de calcul approché de l'aire sous l'hyperbole puis, découvrant les travaux de Grégoire de Saint-Vincent sur le comportement logarithmique de l'aire, observe que l'aire sous l'hyperbole est donc proportionnelle au logarithme ordinaire du rapport des ordonnées extrêmes. Il lui suffit donc de calculer avec précision une aire pour déterminer le coefficient de proportionnalité. Il en déduit une règle de calcul de l'aire sous l'hyperbole grâce aux tables de logarithmes, règle dont il annonce la découverte en 1661 et qu'il publie en 1666. En termes actuels, cette règle s'énoncerait de la manière suivante : si A est l'aire sous l'hyperbole entre les points d'abscisses a et b
Ce résultat d'une grande précision est une des premières rencontres fortuites avec le nombre e vérifiant ln(e) = 1 car la constante qu'il exhibe est en fait égale à –log(log(e)). Il aurait suffi donc d'utiliser deux fois les tables de Vlacq pour déterminer e avec 5 décimales.
En 1668, les choses se précipitent : William Brouncker publie le développement en série de ln(2), résultat qu'il a établi dès 1657 en découpant l'aire sous l'hyperbole en rectangles venant boucher les trous par dichotomie: 

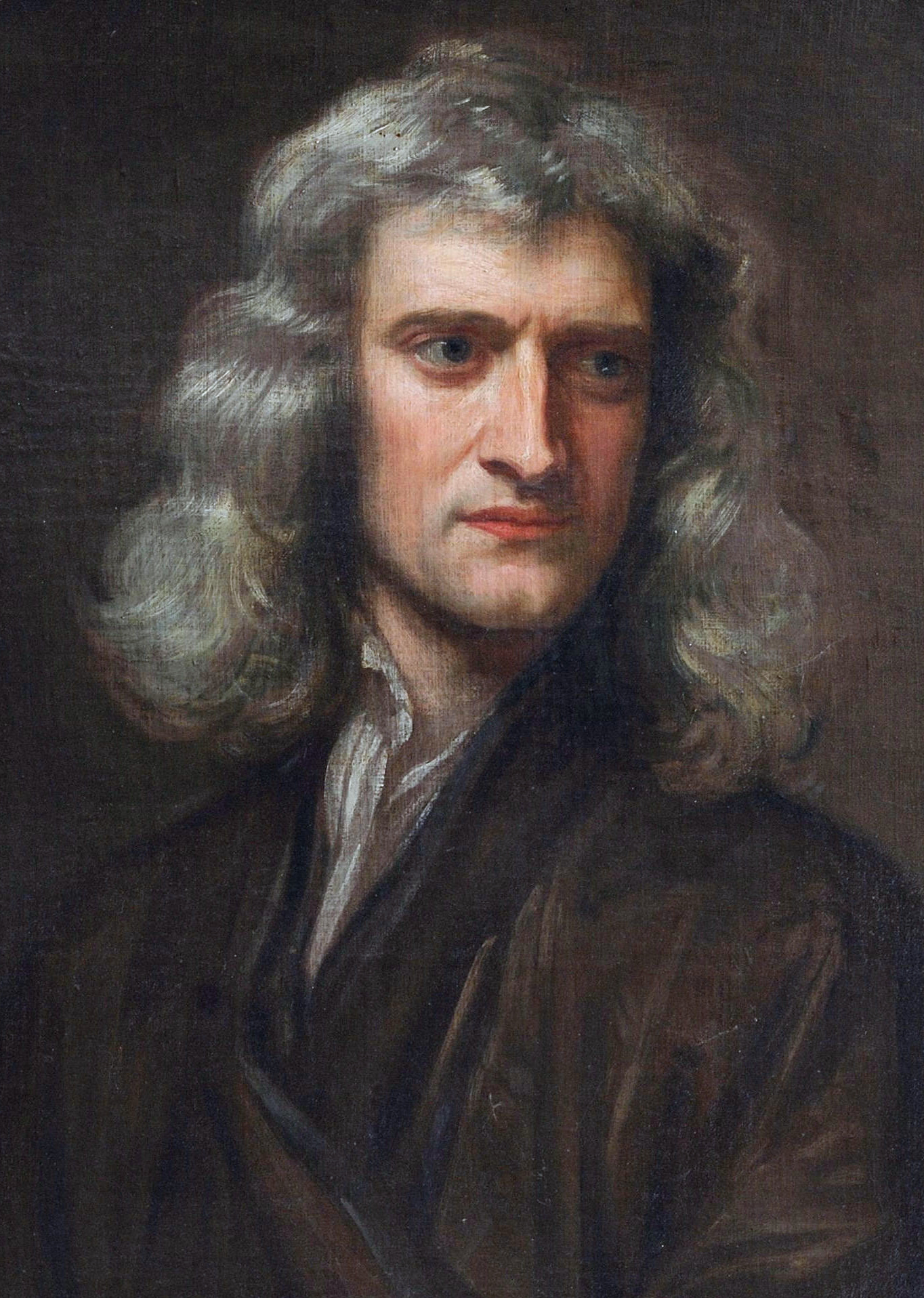
Isaac Newton : un des inventeurs du calcul différentiel développe en série la fonction ln en 1667

La même année, dans son Logarithmotechnia Nicolaus Mercator développe en série 1/(1+x) et développe ln(1+x) mais seulement sur des exemples. Son raisonnement sera repris par John Wallis qui en fait une démonstration générale. 
Mais Isaac Newton avait, selon ses dires, déjà établi ce résultat en 1667, dans un manuscrit De Analysi per aequationes numero terminorum infinitas dans lequel on trouve non seulement le développement en série de l'aire sous l'hyperbole d'équation y(b+x) = a2, mais également un développement limité pour retrouver x connaissant ln(1 + x).
Cette série cependant a un rayon de convergence faible et une convergence lente. Newton dans sa Méthode des fluxions, commencée en 1664, achevée en 1671 et publiée en 1736, observe la convergence rapide de la série pour x petit et utilise le développement de ln(1 + x) et de ln(1 – x) ainsi que les propriétés algébriques des logarithmes pour calculer le logarithme de grands nombres. Il calcule, par exemple, ln(2) comme 2ln(1,2) – ln(0,8) – ln(0,9). Il montre également comment reconstituer des tables logarithmiques ordinaires à l'aide de sa série en divisant par ln(10).

## Le problème inverse des tangentes: les courbes logarithmiques

### Les courbes à sous-tangente constante

Une fonction exponentielle et ses sous-tangentes constantes : si la courbe a pour équation y = a'x, la constante vaut 1/ln(a)

Au cours du XVIIe siècle les mathématiciens s'intéressent au problème des tangentes (comment tracer les tangentes à une courbe) et le problème inverse des tangentes (comment, connaissant une propriété sur les tangentes, reconstituer la courbe correspondante). La résolution de ces deux problèmes va être grandement facilitée par la mise en place du calcul différentiel chez Newton et Leibniz principalement dans la seconde moitié du siècle. C'est à l'occasion de problèmes de ce genre que les mathématiciens vont faire leur troisième rencontre avec les logarithmes. En 1638, Florimond de Beaune, qui travaille sur un problème de corde vibrante, demande à René Descartes de déterminer la courbe dont la tangente vérifie une certaine propriété. En 1639, Descartes ramène le problème à la recherche d'une courbe dont la sous-tangente serait constante. La sous-tangente est la distance qui sépare le projeté du point M sur l'axe des abscisses et l'intersection de la tangente en M avec ce même axe des abscisses.
Traduit en langage actuel, cela consiste à chercher la courbe d'équation y= f(x) sachant que f/f' = C. Cette équation différentielle a pour solutions les courbes d'équation 
Descartes indique que la solution est la courbe obtenue par deux mouvements conjoints, l'un uniforme et l'autre dont la vitesse augmente en proportion du chemin parcouru. Mais la difficulté à régler les deux mouvements l'un sur l'autre le conduit à classer la courbe dans les courbes mécaniques, qui dépasse le cadre de sa géométrie,, et il n'évoque pas le logarithme.
Evangelista Torricelli en 1644 puis Christian Huygens en 1661 ont une autre approche : ils fabriquent des courbes en se fixant deux points et en construisant les autres points selon une règle simple : le point dont l'abscisse est le milieu des abscisses de deux points déjà tracés, aura pour ordonnée la moyenne géométrique de leurs ordonnées. Huygens pense être capable d'obtenir ainsi tous les points de la courbe quitte à prolonger le processus indéfiniment. La courbe obtenue à l'aide des points A(0,1) et B(a, b), par exemple, est alors la courbe d'équation y = bx⁄a. Ils observent tous deux qu'une progression arithmétique en abscisse coïncide avec une progression géométrique en ordonnée. Torricelli appelle ses courbes des demi-hyperboles logarithmiques et Huygens des courbes logarithmiques ou logistiques. Actuellement on les aurait appelées courbes exponentielles mais, à cette époque la notion de fonction ne s'est pas complètement dégagée, on travaille sur des courbes dans lesquelles les axes sont interchangeables, le terme exponentiel ne s'imposera qu'au siècle suivant et l'adjectif logarithmique s'applique à toute correspondance entre progression arithmétique et progression géométrique. Torricelli et Huygens démontrent tous deux que ces courbes possèdent des sous-tangentes constantes, ils en font la quadrature et calculent le volume du solide de révolution qu'elles engendrent en tournant autour de l'axe des abscisses.
L'arrivée de Leibniz et de son « nouveau calcul » permet un nouveau développement dans ce domaine. Dès 1673, Leibniz reconnait le lien qui existe entre les problèmes des quadratures et celui du problème inverse des tangentes. Il reprend le problème de Florimond de Beaune en 1675, retrouve le résultat de Descartes et fait le lien avec la courbe étudié par Huygens. Il est également à l'origine de la notation ℓ pour la fonction logarithme. Toujours grâce à son nouveau calcul, dans son Supplementum geometricae ses ad problemata transcendata extendas de 1693, il développe en série les solutions des équations faisant intervenir des sous-tangentes constantes : les courbes à sous-tangente constante égale à 1⁄k ont pour équation
C'est le développement en série des fonctions exponentielles.
En 1690, Jacques Bernoulli lie le problème de la courbe à sous-tangente constante à un problème d'intérêt composé continu : si à chaque instant, les intérêts proportionnels à la somme due viennent s'ajouter à celle-ci, quelle sera la somme due en fin d'année ?
si a est la somme due et b/a le taux d'intérêt.
Puis, en 1704, il présente, dans De seriebus infinitis (pars quinta), un travail de son neveu Nicolas Bernoulli sur une nouvelle démonstration du développement en série de la fonction exponentielle, qu'ils appellent « le nombre du logarithme », utilisant la limite d'un développement binomial :
En 1692, Le marquis Guillaume de l'Hospital entreprend la rectification de la courbe logarithmique qui sera réalisée effectivement par Jean Bernoulli en 1696,
Dans cette seconde moitié du XVIIe siècle fleurissent de nombreux problèmes liés au problème d'inversion des tangentes : la tractrice de Claude Perrault, la chaînette (Jacques et Jean Bernoulli, Huygens, Leibniz - 1687-1689), la rectification de la parabole (Huygens - 1656), la loxodromique. Toutes se ramènent à la quadrature de l'hyperbole donc à la courbe logarithmique. Cette courbe, qui sort du cadre des courbes algébriques imposé par Descartes et que Leibniz qualifie pour cela de « transcendante », semble permettre de résoudre tous les problèmes de quadrature non résolubles dans le domaine des fonctions algébriques. Leibniz a cet espoir vite déçu par la confrontation avec le problème de la rectification de l'ellipse et la découverte de la première intégrale elliptique.

### La spirale logarithmique

Une spirale logarithme et ses angles constants si l'équation polaire de la courbe est r = aθ, l'angle α que fait la tangente avec le rayon est constant et tan(α) = 1/ln(a).

Durant ce siècle également est étudiée la spirale logarithmique, que l'on devrait en toute rigueur appeler plutôt spirale exponentielle. Elle correspond au mouvement d'un point dont la vitesse angulaire est constante tandis qu'il s'éloigne du centre à une vitesse proportionnelle à sa distance du centre. De nos jours elle est caractérisée par l'équation polaire : 
Mais elle est aussi caractérisée comme étant la courbe dont la tangente fait un angle constant avec le rayon. Cette propriété fait que la spirale est parfois appelée spirale équiangle. On sait que Descartes l'étudie dès 1638. Il remarque que la longueur de l'arc du centre O jusqu'au point A est proportionnel au rayon OA et que l'angle que fait la tangente en A avec le rayon OA est constant mais il n'évoque en rien son caractère logarithmique. La rectification de la spirale est prouvée par Torricelli en 1645. Cette courbe est principalement étudiée par Jacques Bernoulli qui la qualifie de « spira mirabilis ». Il exhibe ces propriétés d'invariance : son image par une similitude de centre O reste une spirale de centre O et de même angle, il en est de même de sa podaire, de sa caustique et de sa développée. Il juge ces propriétés tellement remarquables qu'il demande que soit gravée sur sa tombe une spirale logarithmique avec la légende suivante « eadem mutata resurgo » (transformée je ressurgis à l'identique). Isaac Newton l'associe au mouvement d'un point soumis à l'action d'une force centrale inversement proportionnelle au cube de la distance. Le terme de spirale logarithmique lui est donné par Pierre Varignon en 1722.

## Le logarithme complexe
À la fin du XVIIe siècle, les techniques du calcul intégral sont bien établies. L'utilisation des logarithmes permet d'intégrer des fonctions rationnelles après les avoir décomposées en éléments simples. Dans une lettre de 1702, Jean Bernoulli propose, par analogie avec l'intégration de {\displaystyle {\frac {a^{2}}{b^{2}-z^{2}}}}, deux méthodes pour intégrer {\displaystyle {\frac {a^{2}}{b^{2}+z^{2}}}} conduisant au logarithme d'un nombre complexe. Une des méthodes utilise la décomposition en éléments simples et l'autre un changement de variable {\displaystyle z=\mathrm {i} b{\frac {t-1}{t+1}}} :
Or il sait que le résultat de cette intégration conduit à la quadrature du cercle il en conclut que la somme des logarithmes complexes qu'il obtient doit lui donner un nombre réel,. En effet, si on prend a = b = 1 et que l'on intègre sur [0,1], on obtient 
Cette égalité a fait l'admiration de ses contemporains.
L'extension d'un domaine mathématique au champ des complexes en s'appuyant sur un principe de permanence des propriétés est une attitude fréquente au XVIIe siècle. Mais celle-ci va soulever d'innombrables contradictions. Par exemple en reprenant l'exemple ci-dessus et en utilisant la décomposition en éléments simples
on trouve trois expressions différentes comme primitives de (z2 + 1)–1:
Or les arguments de ces deux logarithmes sont opposés. Se pose alors la question de la comparaison entre ln(–x) et ln(x). Bernoulli défend l'idée que ln(–x) = ln(x) et que ln(–1) = 0 arguant du fait que ln(–x) et ln(x) ont même dérivée, que ln(1) = ln((–1)2) = 2 ln(–1) et que toute primitive d'une puissance impaire est une fonction paire. Leibniz est d'un avis contraire. Pour lui, ln(–1) ne peut pas être réel. Il appuie son argumentation sur le fait que la série de Mercator utilisée pour calculer ln(–1) n'est pas convergente
.
et que, le développement en série de ey étant connu, si y = ln(-1) était réel, on arriverait au résultat contradictoire 
La controverse s'amorce entre Leibniz et Bernoulli dans les années 1712-1713, mais rapidement d'autres mathématiciens prennent parti. Roger Cotes établit en 1714 que i x = ln(cos x + i sin x). Leonhard Euler, en 1728, soulève la contradiction entre deux résultats trouvés par Bernoulli : si ln(i) = iπ/2 alors ln(-1) = ln(i2) = iπ et non 0. En 1747, c'est entre Euler et D'Alembert que s'échangent des lettres concernant ce point. Le papier d'Euler de 1749 clôt définitivement la polémique. Il prouve que ln(cos t + i sin t) = i(t+2kπ) en passant à la limite dans la résolution d'une équation.
Il existe donc une infinité de valeurs possibles pour le logarithme d'un nombre complexe :
où θ correspond à tout angle dont le cosinus vaut {\displaystyle {\frac {a}{\sqrt {a^{2}+b^{2}}}}} et le sinus {\displaystyle {\frac {b}{\sqrt {a^{2}+b^{2}}}}}.

## La fonction exponentielle

### La notation exponentielle

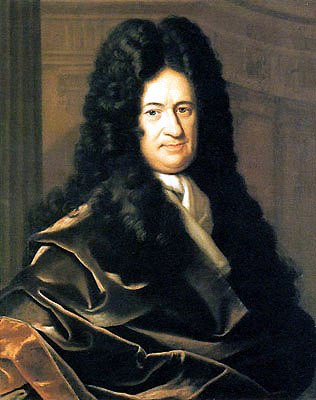
Leibniz, un des inventeurs du calcul différentiel, est un des premiers à mettre une variable en exposant (1678).

La naissance de la fonction exponentielle est le fruit d'un long murissement qui n'aboutit qu'à la fin du XVIIe siècle. L'idée de combler les trous entre plusieurs puissances d'un même nombre est très ancienne. Ainsi trouve-t-on dans les mathématiques babyloniennes un problème d'intérêts composés où il est question du temps pour doubler un capital placé à 20 % conduisant à une interpolation linéaire pour fournir un nombre d'années égal à 3 47⁄60 .... Plus récemment, Nicole Oresme dans son De proportionibus (vers 1360) introduit des puissances fractionnaires, Nicolas Chuquet, dans son Triparty (1484), cherche des valeurs intermédiaires dans des suites géométriques en utilisant des racines carrées et des racines cubiques et Michael Stifel, dans son Arithmetica integra (1544) met en place les règles algébriques sur les exposants entiers, négatifs et même fractionnaires.
Il manque cependant une notation pour permettre le développement de ce concept. La notation d'une puissance entière sous forme d'un exposant ne se développe réellement qu'après sa présentation par René Descartes en 1637 dans sa Géométrie et est rapidement utilisée par des mathématiciens comme Huygens, Mersenne. Chez Descartes cependant, l'exposant est un nombre entier et pas une lettre, il est compris comme un indice indiquant combien de fois la quantité (nombre ou variable) a été multipliée par elle-même. Chez Wallis en 1657, on voit apparaître des exposants littéraux entiers. On trouve également chez lui, dans son Arithmetica infinitorum de 1656, une étude algébrique et géométrique des fonctions puissances rationnelles. Mais l'apport décisif dans ce domaine se situe dans deux lettres (Epistola prior et Epistola posterior) de 1676 que Newton envoie à Leibniz par l’intermédiaire d'Henry Oldenburg. C'est la première apparition en exposant d'une expression littérale fractionnaire, de sa signification et du développement du binôme correspondant, suivie, dans la seconde lettre, de la première apparition d'une expression contenant un exposant irrationnel. Cependant Newton n'en donne aucune définition ni calcul approché. Leibniz s'empare de ce concept et présente pour la première fois en 1678 un exposant variable (« gradus indefinitus ») dans une expression, xy qui devient pour lui le premier modèle d'expression transcendante. Cependant, il n'en explique pas la signification. En 1679, il confie à Huygens qu'il a encore du mal à exploiter des équations de la forme xx – x= 24. Au cours de la seconde moitié du XVIIe siècle la notation ap⁄q se généralise. Les exposants commencent à être perçus comme des logarithmes. Vue de l'esprit en 1679, la notion prend peu à peu corps jusqu'à se voir qualifiée d'exponentielle. En 1690-1691, Leibniz confie à Huygens que de telles expressions ne sont plus obscures. Il les relie explicitement aux logarithmes expliquant que
où b représente une « grandeur constante dont le logarithme vaut 1 ». C'est la première apparition de la base des logarithmes naturels qui sera notée par Euler « e ».
En 1694, Jean Bernoulli et Leibniz étudient la courbe d'équation y = xx et en déterminent les tangentes. En 1697, Jean Bernoulli étudie la fonction exponentielle en tant que telle dans son Principia Calculi exponentialium seu percurrentium,. Les fonctions exponentielles font alors leur entrée officielle dans le corpus mathématique.
Les deux autres avancées dans ce domaine consistent à mettre en exposant un nombre complexe, puis une matrice. La première démarche est entreprise par Euler dès 1740 et est finalisée dans son texte fondateur de 1747, Introductio in analysin infinitorum. Le seconde est l'œuvre d'Edmond Laguerre en 1867.

### Émergence du nombre e

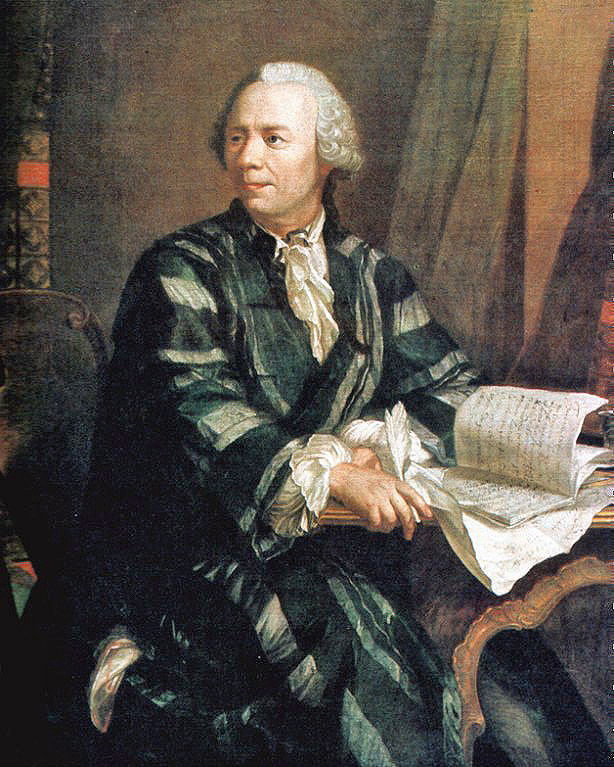
Leonhard Euler : dans son Introductio in analysin infinitorum de 1748 donne un statut officiel au nombre « e »

La notion de base est absente des tables de logarithmes. L'apparition du logarithme naturel ne change pas fondamentalement les choses même si le logarithme du nombre « e » apparait en filigrane dans la constante multiplicative permettant d'écrire un logarithme népérien en fonction du logarithme des tables de Vlacq. La notion de « base de logarithme » est liée à celle de fonction exponentielle : pour inverser l'égalité y = log (x), il faut au préalable déterminer le nombre a tel que log(a) = 1, nombre que l'on appelle aujourd'hui la base du logarithme. Une des premières apparitions de la base du logarithme népérien, notée alors b, est donc dans la lettre de Leibniz à Huygens de 1690. Le mathématicien qui étudie plus spécialement ce nombre est Euler. La première apparition de la lettre « e » pour désigner la base du logarithme népérien date de 1728, dans un manuscrit d'Euler qui le définit comme le nombre dont le logarithme est l'unité et qui se sert des tables de Vlacq pour l'évaluer à 2,7182817. Et sa première apparition officielle dans une œuvre publiée date de 1736.
En 1737, il le développe en fractions continues
ainsi qu'entre autres sa racine carrée et son carré. Ce qui prouve que ces nombres sont irrationnels.
Le nombre « e » entre définitivement dans le corpus mathématique, en 1748, dans l'œuvre maîtresse d'Euler Introductio in analysin infinitorum.
Dans ce mémoire, Euler reprend et approfondit les résultats établis durant les 50 dernières années : développement en série de ln(1+x) et de exp(x), expression sous forme de limites
formule d'Euler et exponentielle complexe, développement en fractions continues.
La transcendance de e, c'est-à-dire le fait que e ne soit solution d'aucune équation algébrique est pressentie par Euler mais n'est démontrée que 130 ans plus tard en 1874 par Charles Hermite, puis une preuve plus simple est fournie par Felix Klein en 1895,. En 1900, David Hilbert, dans son septième problème pose la question de la transcendance des nombres ab où a est algébrique différent de 0 et 1 et b algébrique irrationnel et en particulier celle de eπ = (–1)–i, baptisée plus tard la constante de Gelfond. Cette transcendance est prouvée par Alexandre Gelfond en 1929.